# Lycoming T53
Le Lycoming T53 (désignation de la compagnie Lycoming LTC-1) est un turbomoteur utilisé sur les hélicoptères et appareils à voilure fixe américains depuis les années 1950. Produit par Lycoming Turbine Engine Division, à l'usine Avco de Stratford (Connecticut), il fut conçu par une équipe dirigée par Anselm Franz, qui fut l'ingénieur en chef du fameux Junkers Jumo 004 de la Seconde Guerre mondiale. Une version agrandie de ce moteur, de conception identique, devint le Lycoming T55. Les deux moteurs sont désormais produits par Honeywell Aerospace.

## Versions

### Désignations militaires
- T53-L-1B : 860 ch (645 kW) ;
- T53-L-11 : 825 ch (615 kW) ;
- T53-L-13B : 1 400 ch (1 044 kW) - Version L-11 améliorée ;
- T53-L-701 : 1 400 ch (1 044 kW) - Turbopropulseur dérivé utilisé sur les Mohawk et AIDC T-CH-1 ;
- T53-L-703 : 1 800 ch (1 343 kW) - Version du L-13B à durée de vie allongée.

### Désignations civiles
- T5311A : 1 100 ch (820 kW) ;
- T5313A : 1 400 ch (1 044 kW) - Version commerciale du L-13 ;
- T5313B : 1 400 ch (1 044 kW) - Version commerciale du L-13 ;
- T5317A : 1 500 ch (1 119 kW) - Version améliorée du L-13 ;
- LTC1K-4K : 1 550 ch (1 156 kW) - Version à entraînement direct du L-13B.

## Applications
- AIDC T-CH-1 Chung-Hsing (T53-L-701)
- AIDC XC-2
- Bell 204B (T5311A)
- Bell 205A (T5313B)
- Bell 205A-1 (T5313B and T5317A)
- Bell AH-1 Cobra (T53-L-703)
- Bell UH-1H Iroquois (T53-L-703)
- Bell XV-15 (en) (LTC1K-4K)
- Vertol VZ-2 (YT53)
- Canadair CL-84
- Doak VZ-4 (en)
- F+W C-3605
- Grumman OV-1D Mohawk (T53-L-701)
- Kaman HH-43 Huskie
- Kaman K-1200 (T5317A)
- Kaman K-Max
- Ryan VZ-3 Vertiplane (en)
- Locomotive Diesel DB Class 210 (en)